# Anodendron pauciflorum
Anodendron pauciflorum är en oleanderväxtart som beskrevs av Joseph Dalton Hooker. Anodendron pauciflorum ingår i släktet Anodendron och familjen oleanderväxter. Inga underarter finns listade i Catalogue of Life.